# نیاز اوبا
نیاز اوبا (به ترکی آذربایجانی: Niyazoba، پیش از آن میخائیلوفکا Mikhailovka) یک منطقه مسکونی در جمهوری آذربایجان است که در شهرستان خاچماز واقع شده‌است. نیاز اوبا ۱۳۵۲ نفر جمعیت دارد.

## تاریخچه
نام پیشین این روستا نیازآباد بوده است. نیازآباد زمانی یکی از بنادر مهم سواحل غربی دریای کاسپین بوده است. یک راه بازرگانی که از آران و شروان آغاز می‌شد، از این شهر بندری می‌گذشت و به شهر دربند می‌رسید.